# Марано (Катанцаро)
Марано је насеље у Италији у округу Катанцаро, региону Калабрија.
Према процени из 2011. у насељу је живело 32 становника. Насеље се налази на надморској висини од 490 м.